# Achiroides melanorhynchus
Achiroides melanorhynchus es una especie de pez de la familia Soleidae en el orden de los Pleuronectiformes.

## Morfología
Tamaño máximo: 14 cm.

## Alimentación
Come invertebrados  bentónicos.

## Distribución geográfica
Se encuentra en las  costas de Camboya y Tailandia hasta las de Indonesia.